# David Bronstein
David Ionovitj Bronstein (Дави́д Ио́нович Бронште́йн), född 19 februari 1924 i Bila Tserkva nära Kiev, Ukrainska SSR, Sovjetunionen, död 5 december 2006 i Minsk, Belarus, var en sovjetisk schackspelare, stormästare och författare. Han började spela schack vid sex års ålder när en äldre släkting lärde honom. Han flyttade senare till Kiev där han började spela i en klubb och som femtonåring deltog han för första gången i Ukrainska mästerskapen.